# Иоасаф (Лебединский)
Иоасаф Лебединский (1771—1816) — архимандрит Домницкого Рождество-Богородичного монастыря Русской православной церкви. 

## Биография
Родился в 1771 году; происходил из малороссийской дворянской фамилии. Принял монашество в 1800 году в Домницком Рождество-Богородичном монастыре, где состоял ризничим, казначеем, наместником и, наконец, в сане игумена, настоятелем с 1805 года.
С 1804 года Иоасаф Лебединский состоял присутствующим в Черниговском дикастерии.
10 мая 1808 года отец Иоасаф был возведён в сан архимандрита.
С 1811 года Иоасаф Лебединский был благочинным монастырей Черниговской епархии.
25 сентября 1816 году отец Иоасаф назначен настоятелем Екатерино-Лебяжьей Николаевской пустыни. Он сочинил и прислал в Священный синод «Устав о средствах к чиноустановлению монашеской жизни по возможности сближенных», на что Священный синод ответил ему, что «для монастырей и монашествующих довольно правил в регламенте и в других указных предписаниях, которые чтобы в точности соблюдаемы были братиею надлежит показывать самим настоятелям деятельные примеры благочестивой целомудренной жизни и бессоблазнительного поведения; умственные же мудрования или письменные установления, каково прописанное, быть полезными никогда не могут, яко не одушевленные святостию руководствующих и управляющих». Управлял монастырём до 8 декабря 1817 года, когда убыл по неизвестным причинам.
О времени и месте кончины Иоасафа Лебединского сведений не сохранилось. 